# 座間紅祢
座間 紅祢（ざま べね、旧名：座間マボロベネディック、1985年8月22日 - ）は、陸上競技選手。フィリピン生まれで神奈川県平塚市育ち。身長164cm、体重48kg。

## 略歴
藤沢翔陵高等学校卒業後専修大学に進学し、第81回箱根駅伝予選会では個人4位（日本人1位）の成績を残しチームを予選会突破へと導いた。2005年、第81回箱根駅伝では1年生ながらエース区間の2区を走るが区間17位の成績に終わった。
第82回箱根駅伝予選会ではメクボ・ジョブ・モグス・竹澤健介らに次ぐ個人4位の成績を残し、前年に続きチーム予選会突破の力となった。2006年、第82回箱根駅伝でも2区を走り区間9位と前年から順位を上げた。
第83回箱根駅伝予選会において木原真佐人・竹澤健介らを抑え個人1位の成績を残し、専修大学予選会突破に大きく貢献した。2007年第83回箱根駅伝でも3年連続となる2区を担当。竹澤・伊達秀晃らに次ぐ区間5位で走り、専修大学9位の一翼を担いチームは翌年の大会シード権獲得を果たした。
4年時の2008年第84回箱根駅伝では、出場メンバーにエントリーされたが故障のため欠場した。
2008年4月、実業団の日清食品グループに入社。11月3日に行われた第49回東日本実業団対抗駅伝競走大会では1区区間賞を獲得、チームの3位入賞に貢献した。明けて2009年元旦の全日本実業団対抗駅伝競走大会では5区を区間2位で走る。
2009年第50回東日本実業団対抗駅伝競走大会では、前年に引き続いて1区区間賞を獲得した。日清食品グループは座間から5区徳本一善まで5区間連続での区間賞獲得で他を圧倒しこの大会を制した。2010年元旦の全日本実業団駅伝では1区（12.3km）を木原真佐人（カネボウ）から3秒差の35分31秒の区間2位となり、スターターとして日清食品グループの同大会優勝に貢献した。

### 自己ベスト
5000m 13分58秒14 
10000m 28分27秒61 
ハーフマラソン 1時間02分15秒